# Directori de Planificació
La Direcció de Planificació d'Israel (en hebreu: אגף התכנון) és un departament de l'Estat Major de les Forces Armades d'Israel dedicat a la planificació estratègica, la construcció de bases militars i l'organització militar. També serveix com un organisme de planificació per al Ministeri de Defensa, i representa a les FDI en diversos camps relacionats amb el ministre de Defensa. El directori està format per la Divisió de Planificació, la Divisió de Planificació Estratègica, el Centre d'Anàlisi de Sistemes i la Divisió d'Infraestructura i Organització. Actualment, el directori està dirigit pel General Amikam Norkin.